# Hans Brechbühler

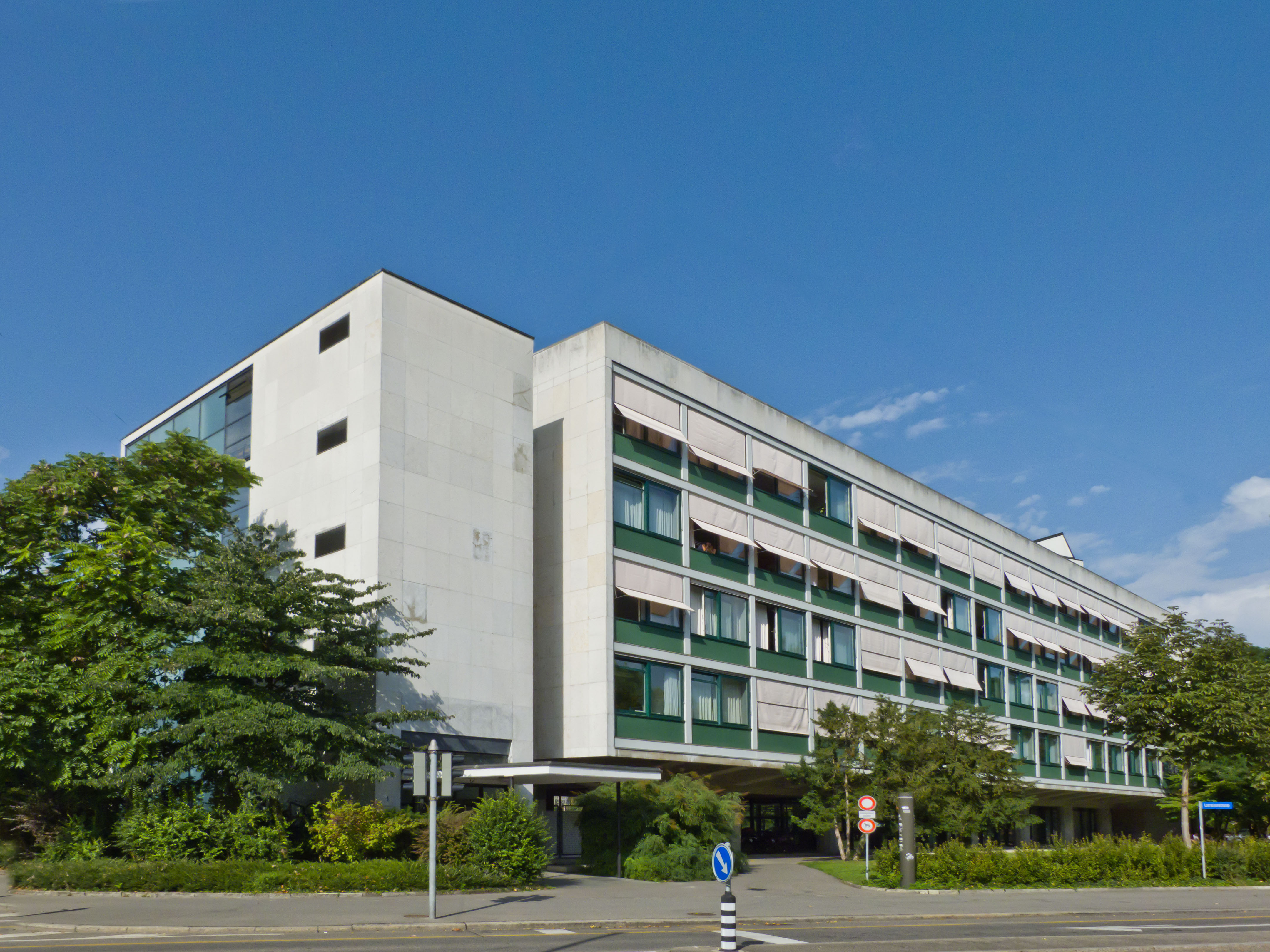
Escuela de Artes y Oficios de Berna (1937-1939)

Hans Brechbühler (Berna, 25 de mayo de 1907-Ittigen, 11 de septiembre de 1989) fue un arquitecto racionalista suizo. 

## Trayectoria
Estudió en la Escuela Politécnica Federal de Zúrich (1926-1930), donde fue alumno de Karl Moser, y en la Technischen Hochschule de Charlottenburg con Hans Poelzig. Realizó prácticas en el taller de Le Corbusier en París, tras lo que ganó el concurso para la construcción de la Escuela de Artes y Oficios de Berna (1937-1939), con un proyecto basado en los «cinco puntos» lecorbusierianos. Sus obras posteriores aunaron el racionalismo con ciertas influencias del neorrealismo y el neoempirismo.
Fue profesor en la Escuela Politécnica Federal de Lausana.